# Баррера, Марко Антонио
Марко Антонио Баррера (исп. Marco Antonio Barrera; 17 января 1974, Мехико, Мексика) — мексиканский боксёр-профессионал, выступавший во 2-й легчайшей весовой категории. Чемпион мира во 2-й легчайшей (версия WBO, 1995—1996, 1998—2000 и 2000), полулёгкой (версия WBC, 2002) и 2-й полулёгкой (версия WBC, 2004—2007; версия IBF, 2005) весовых категориях. В целом, победил 19 боксёров за титул чемпиона мира в трёх весовых категориях.

## Путь к чемпионству и становление чемпионом мира (1989—1996)

### Путь к чемпионству
Баррера дебютировал на профессиональном ринге в возрасте 15 лет, нокаутировав во 2-м раунде Дэвида Феликса 22 ноября 1989 года.
В 1990 и 1991 годах Баррера провёл по семь поединков, наращивая уровень оппозиции.
В апреле 1992 года Баррера выиграл свой первый титул на профессиональном ринге — титул чемпиона Мексики. До конца года он защитил титул трижды и дрался с такими соперниками как Абнер Бариос и Анхель Росарио, поднимаясь в рейтинге в своей весовой категории.
В 1993 году Баррера победил в шести боях.
В 1994 году Баррера поступил в университет, чтобы стать юристом, продолжая заниматься профессиональным боксом. 13 апреля в Аргентине Марко Антонио выиграл бывшего претендента на титул и будущего чемпиона мира Карлоса Салазара. 3 декабря в Caesars Palace мексиканец впервые выступил в главном бою вечера, посвящённый бою тогдашней звезды супертяжёлого веса Риддика Боу, нокаутировав бывшего чемпиона мира Эдди Кука, что добавило популярности и позволило подняться в рейтинге так, чтобы в следующем бою драться за титул чемпиона мира.

### Чемпионские бои
Наконец, 31 марта 1995 года Баррера (34-0-0, 24 КО) в 21-летнем возрасте подрался за титул чемпиона мира. В этот день он стал обладателем пояса WBO во 2-м легчайшем весе, победив по очкам чемпиона мира из Пуэрто-Рико Даниэля Хименеса. К этому моменту журналисты начали называть Барреру «следующим Хулио Сесар Чавесом».
За 1995 год Баррера успел четырежды защитить свой титул:
2 июня он нокаутировал будущего чемпиона мира Фрэнка Толедо во 2-м раунде. До остановки боя Толедо дважды побывал на настиле.
15 июля Баррера в 1-м же раунде нокаутировал Мо Диаса (27-1). 22 августа он выиграл будущего чемпиона мира Агапито Санчеза.

## 3 февраля 1996Кеннеди Маккини —Марко Антонио Баррера
- Место проведения:  Грейт Вестерн Форум, Инглвуд, Калифорния, США.
- Результат: Победа Барреры техническим нокаутом в 12-м раунде в 12-раундовом бою.
- Статус: Чемпионский бой за титул WBO в полулёгком весе (5-я защита Барреры).
- Рефери: Пэт Рассел.
- Время: 2:05.
- Вес: Маккини 55,30 кг; Баррера 54,90 кг.
- Трансляция: HBO BAD.
- Счёт неофициального судьи: Харольд Ледерман (81-87 Баррера) — оценки после 9-го раунда.

В феврале 1996 года 22-летний Марко Антонио Баррера (39-0-0, 27 КО) встретился с 30-летним Кеннеди Маккинни (28-1-1, 17 КО). Это был дебют версии HBO BAD — Boxing After Dark. Данная версия была выделена специально для боёв малоизвестных (Баррера на момент поединка был малоизвестен), начинающих боксёров, а также для нетитульных боёв известных боксёров. Поединок получился очень зрелищным. Поначалу бой шёл ровно — более высокий Маккини за счёт движения держал дистанцию, но после середины боя, Баррера начал дистанцию постоянно сокращать. За минуту до конца 8-го раунда Баррера пробил тройку — левый крюк в голову, правый — в тело и снова левый — в голову. Маккини упал. Он встал на счёт 8. Баррера бросился добивать. Он провёл серию ударов в голову. Американец сместился в сторону и попытался отойти назад, но его настиг левый хук Барреры. Маккини свалился на канаты. Он сразу же поднялся. Рефери хотел было отсчитать нокдаун, но Баррера форсировал события — начал избивать противника ещё сильнее. Американец с трудом выбрался из угла и попытался вновь отойти назад, но тут в его челюсть пришёлся правый хук. На этот раз Маккини упал на канвас, и сразу же вскочил. В бою действовало правило 3-х нокдаунов — следующий нокдаун в раунде означал автоматическую остановку боя. У Барреры оставалось 15 секунд на добивание — он обрушил град ударов, но Маккини выстоял. «McKinney survive» (Маккини выживает) — прокричал комментатор HBO Джим Лэмпли сразу же после гонга, известившего об окончании 8-го раунда. За минуту до конца 9-го раунда Баррера зажал Маккини в углу и провёл серию ударов. Спасаясь, Маккини опустился на пол, и сразу же встал. Рефери отсчитал нокдаун. В конце 10-го раунда Маккини успешно атаковал мексиканца. Баррера в контратаке провёл двойку и попал в челюсть американцу, у которого из-за этого вылетела капа. Тем не менее Маккини продолжал уверенно бомбить ударами Барреру. После того как Баррера сблизился с противником, рефери прервал поединок для того, чтобы секунданты американца вставили капу обратно. Маккини выразил недовольство этим, поскольку Баррера получил несколько секунд передышки. В 11-м раунде Маккини, проскочив слева направо, ударил мощный правый хук, который пришёлся прямо в челюсть мексиканцу. Баррера присел, и левой рукой опёрся о пол, но тут же встал. Рефери отсчитал нокдаун. Мексиканец не согласился с нокдауном, посчитав, что поскользнулся. В начале 12-го раунде Баррера пробил несколько ударов по туловищу. Маккини сделал движение назад, и поскользнувшись, упал на спину. Рефери, несмотря на протест американца, отсчитал нокдаун. В середине 12-го раунда Баррера провёл левых хук в печень. Маккини через мгновение опустился на колено. Рефери неожиданно не стал отсчитывать нокдаун. Маккини поднялся, и Баррера бросился в сумбурную атаку. Мексиканец провёл несколько точных хуков с правой руки. За минуту до конца, при отходе назад, Маккини пропустил очередной хук, после чего его повело, и он упал. Рефери решил, что с него хватит, и остановил бой.

## Период первого поражения, возвращения, а затем пик формы Барреры 1996—2002
После боя против МакКини, он нокаутировал в 3-м раунде ударом по печени бывшего чемпиона мира WBO Джесси Бенавидеса. Затем он победил другого бывшего чемпиона мира Орландо Санчеса в 7-м раунде.

### Бои против Джуниора Джонса
22 ноября 1996 года в соглавном бою в рамках шоу поединка Роя Джонса против Майка Маккалума, Баррере противостоял Джуниор Джонс. В 5-м раунде «Ядовитому» (именно так прозвали соперника Барреры) Джонсу удалось донести мощный правый хук в голову Барреры, после которого мексиканец рухнул на ринг. Люди из угла уже бывшего чемпиона мира вышли в ринг, нарушив регламент профессионального бокса, поэтому официально Баррера был дисквалифицирован, а не нокаутирован.
18 апреля 1997 года «Ядовитый» Джонс предоставил шанс мексиканцу вернуть утерянный титул, дав ему матч-реванш. Однако, Баррере не удалось выиграть Джуниора Джонса и проиграл ему единогласным решением судей в 12-раундовом бою. После боя, расстроенный Баррера, объявил о завершении карьеры в 23-летнем возрасте.

### Возвращение
Однако, спустя год в феврале 1998 года Марко Антонио вернулся на профессиональный ринг. Он победил троих, прежде чем снова выйти на бой за титул чемпиона мира. 31 октября 1998 в андеркарде поединка Насима Хамеда он стал двукратным чемпионом мира по версии WBO в бою за вакантный титул, заставив Ричи Венотона сдаться на стуле после 3-го раунда.
В 1999 дважды защитил свой завоёванный титул.

### Баррера против Моралеса
19 февраля 2000 года в Манадалай-Бэй состоялся легендарный бой, который впоследствии авторитетным журналом The Ring был признан боем десятилетия. Бой объединительный за титулы WBC и WBO между двумя мексиканскими звёздами — 26-летним Марко Антонио Баррерой (49-2-0, 36 КО) и непобеждённым 23-летним Эриком Моралесом (35-0-0, 28 КО). Эрик Моралес двумя годами ранее нокаутировал в 4-м раунде Джуниора Джонса — единственного обидчика Барреры, поэтому в данном бою именно он считался фаворитом.
С начала поединка Баррера сразу же набросился на Моралеса, работая комбинациями, делая ставку на левый апперкот в голову и левый хук в корпус. Высоченный для этой весовой категории Моралес (173 см, 55 кг) был идеальной мишенью для стиля и комбинаций Барреры. Моралес отступать не собирался и пытался сделать акцент на свою убийственную правую руку. Баррера явно выиграл первый и второй раунды, а Моралес всё ещё искал ключи к победе. В третьем и четвёртом раунде Баррера продолжал вести агрессивную манеру боя, а у Моралеса, несмотря на жёсткий прессинг, началось что-то получаться, так как он начал разрывать дистанцию и расстреливать с дистанции. Пятый раунд. Баррера потряс Моралеса ударом справа, заставляя отступить его к канатам. Моралес был близок к тому, чтобы побывать в первом за свою карьеру в нокдауне, однако он быстро восстановился и отстрелялся от яростных атак Барреры. Ближе к середине раунда инициатива перешла в руки Моралеса. Он наносил всевозможные хуки и апперкоты Баррере, заставляя того отступить. Казалось, что Баррера был потрясённым, ибо он успел пропустить более двадцати акцентированных и безответных ударов от Моралеса. После полуминутной атаки Моралеса, когда Баррера находился у канатов, Марко Антонио неожиданно для всех делает взрывную атаку, потрясая Моралеса бешеным ударом справа, а затем заставляя его снова отбиваться от его атак. В это время в зале Мандалай-Бэй стоит восторженный гул зрителей.
Раздельным решением судей победил Моралес.
В марте 2001 года Баррера победил ранее непобеждённого Насима Хамеда.
В июне 2002 года в бою Баррера вышел на 2-й бой против чемпиона мира в полулёгком весе по версии WBC непобеждённого Эрика Моралеса. На этот раз единогласным решением судей победил Баррера.
В ноябре 2002 года Баррера победил Джонни Тапиа.

## 12 апреля 2003Марко Антонио Баррера —Кевин Келли
- Место проведения:  Эм-Джи-Эм Гранд, Лас-Вегас, Невада, США.
- Результат: Победа Барреры техническим нокаутом в 4-м раунде в 12-раундовом бою.
- Статус: Рейтинговый бой.
- Рефери: Роберт Бёрд.
- Время: 2:05.
- Вес: Баррера 57,20 кг; Келли 57,20 кг.
- Трансляция: HBO PPV.
- Счёт неофициального судьи: Харольд Ледерман (30-26 Баррера).

В апреле 2003 года Марко Антонио Баррера встретился с Кевином Келли. В середине 1-го раунда Баррера провёл правый кросс в челюсть и туда же левый хук. Келли рухнул на настил. Он поднялся на счёт 5. Баррера попытался добить противника, но Келли начал бегать от него. В начале 5-го раунда Келли пошёл в атаку. Баррера в контратаке провёл левый хук в корпус, затем туда же правый. Келли отошёл к канатам. Баррера провёл правый хук в челюсть. Келли упал. Он встал на счёт 5. Баррера бросился в атаку. Он провёл несколькo серий в голову и в корпус. Под воздействием ударов Келли вновь упал на канвас. Он поднялся на счёт 9. Баррера начал избивать противника, и рефери сразу же прекратил поединок. Келли не спорил.

## 15 ноября 2003Мэнни Пакьяо —Марко Антонио Баррера
- Место проведения:  Аламодоум, Сан-Антонио, Техас, США.
- Результат: Победа Пакьяо техническим нокаутом в 11-м раунде в 12-раундовом бою.
- Статус: Рейтинговый бой.
- Рефери: Лоуренс Коул.
- Счёт судей: Рэй Хоукинс (97-90), Гейл Ван Хой (97-89), Рик Кроккер (97-90) — все в пользу Пакьяо.
- Время: 2:56.
- Вес: Пакьяо 56,70 кг; Баррера 57,20 кг.
- Трансляция: HBO.
- Счёт неофициального судьи: Харольд Ледерман (98-89 Пакьяо).

В ноябре 2003 года Барера встретился с филиппинцем Мэнни Пакьяо. В начале 1-го раунда Пакьяо пробил левый кросс, но неудачно держал равновесие, и упал. Рефери отсчитал нокдаун. Филиппинец не согласился с ним. При просмотре повтора комментатор HBO Ларри Мерчант сказал, что не было удара со стороны Барреры, поэтому это не нокдаун. В начале 3-го раунда Пакьяо провёл двойку в голову, и мексиканец сел на ринг. Он встал на счёт 8. Пакьяо бросился его добивать, но Баррера сам пошёл в атаку. В размене больше преуспел филиппинец, но добить мексиканца не смог. В середине 9-го раунда Баррера сошлись с Пакьяо в клинче. Рефери дал команду «брейк», и в это время Баррера провёл левый хук в челюсть Пакьяо. Рефери оштрафовал мексиканца на одно очко. В конце 11-го раунда Пакьяо провёл двойку в челюсть Барреры. Тот попытался спастись в клинче, но не смог в него войти и упал на колено. Он встал на счёт 7. Пакьяо сразу же пошёл в атаку. Он загнал Барреру к канатам и начал его бомбить. Видя это избиение, к рингу поднялся представитель угла мексиканца и просигналил об остановке боя. Рефери прекратил поединок.

## 2004—2007
В июне 2004 года Баррера нокаутировал Поли Айялу.
В ноябре 2004 года состоялся 3-й бой Марко Антонио Барреры и Эрика Моралеса. По итогам 12 раундов решением большинства победил Баррера.
В марте 2007 года Баррера проиграл Хуану Мануэлю Маркесу.

## 6 октября 2007Мэнни Пакьяо —Марко Антонио Баррера (2-й бой)
- Место проведения:  Мандалей Бэй Ресорт энд Касино, Лас-Вегас, Невада, США.
- Результат: Победа Пакьяо единогласным решением в 12-раундовом бою.
- Статус: Рейтинговый бой.
- Рефери: Тони Уикс.
- Счёт судей: Джерри Рот (118—109), Гленн Троубридж (118—109), Том Шрек (115—112) — все в пользу Пакьяо.
- Вес: Пакьяо 59,00 кг; Баррера 59,00 кг.
- Трансляция: HBO PPV.
- Счёт неофициального судьи: Харольд Ледерман (119—108 Пакьяо).

В октябре 2007 года состоялся 2-й бой между Марко Антонио Баррерой и Мэнни Пакьяо. Пакьяо переработал мексиканца. В конце 11-го раунда Пакьяо выбросил большое количество точных ударов в голову Барреры. Мексиканец пошёл в клинч. Рефери начал разнимать их, и тут Баррера выбросил левый хук в голову Пакьяо. Рефери снял с мексиканца за это очко. По итогам 12 раундов судьи единогласным решением объявили победителем Пакьяо.

## 2008—2009
В ноябре 2008 года Баррера легко победил техническим нокаутом Сэмми Вентуру.
31 января 2009 года победил кубинца Фродиса Рохаса, который был дисквалифицирован в третьем раунде за удар головой. Удар привёл к сильному рассечению у Барреры.